# Gereformeerde kerk (Klundert)

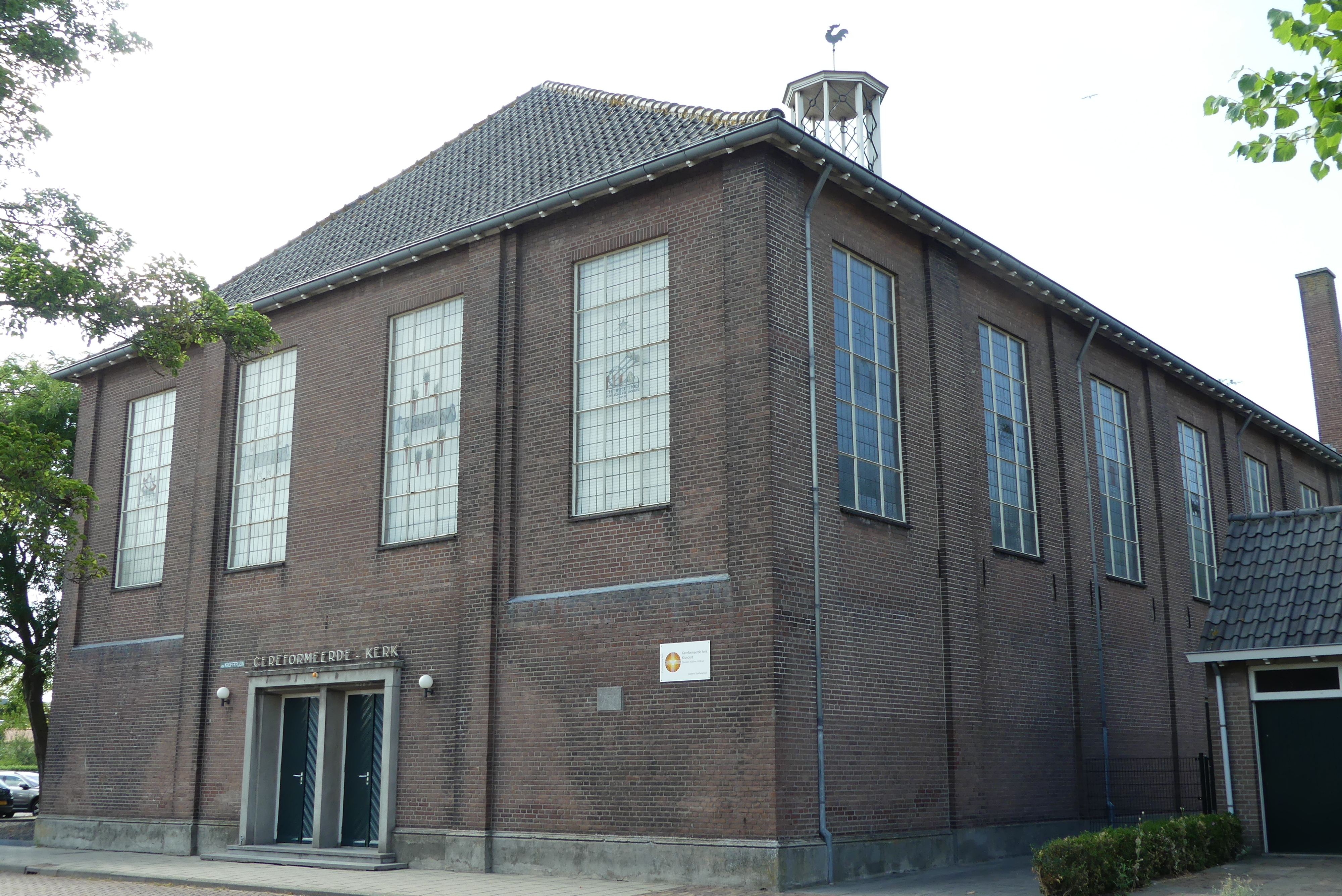
Gereformeerde kerk

De Gereformeerde Kerk is een protestants kerkgebouw in de tot de Noord-Brabantse gemeente Moerdijk behorende plaats Klundert. De kerk staat aan het Von Kropffplein. In 2023 werd besloten het gebouw te slopen om plaats te maken voor woonappartementen en een kleine multifunctionele kerkzaal.

## Geschiedenis
Deze kerk werd gebouwd in 1889. In 1944 werd ze zwaar beschadigd door oorlogsgeweld. Ook de watersnood van 1953 bracht aanzienlijke schade met zich mee, vooral aan het kerkmeubilair. Toch kon de kerk na enkele weken alweer in gebruik worden genomen. In 1955-1956 werd ze ingrijpend verbouwd.

## Gebouw
Het is een bakstenen zaalkerk op rechthoekige plattegrond met rechthoekige vensters en midden op het schilddak een klokkenruiter.